# راتسکیرشن
راتسکیرشن (به آلمانی: Rathskirchen) یک شهر در آلمان است که در دنرسبرگکرایس واقع شده‌است. راتسکیرشن ۲۲۱ نفر جمعیت دارد.